# Opsitocus obscurus
Opsitocus obscurus är en skalbaggsart som beskrevs av Lea 1920. Opsitocus obscurus ingår i släktet Opsitocus och familjen Melolonthidae. Inga underarter finns listade i Catalogue of Life.